# Dean Karnazes

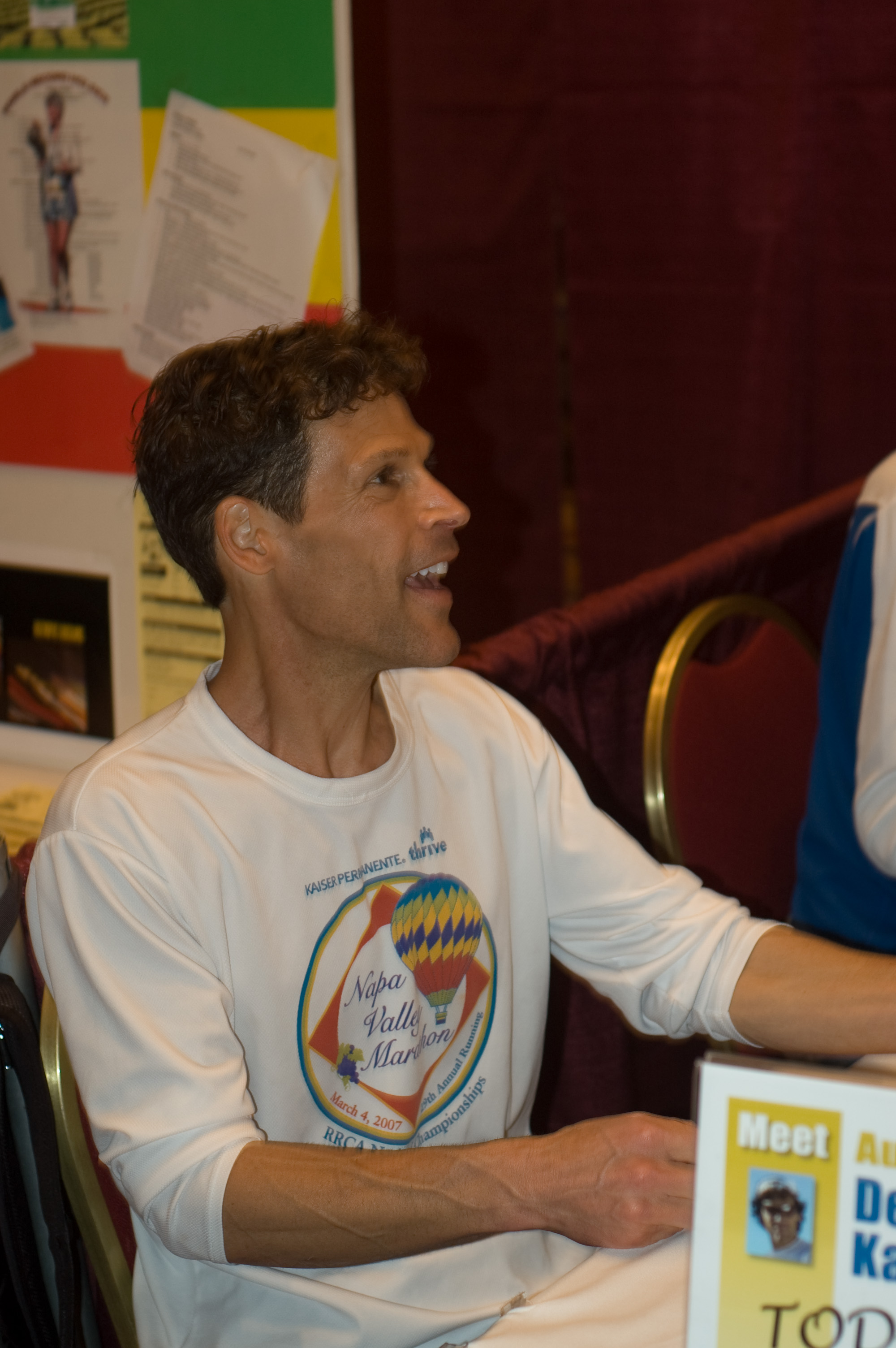
Dean Karnazes (2008)

Dean Karnazes (eigentlich Constantine Karnazes; * 23. August 1962) ist ein US-amerikanischer Ultramarathonläufer und Extremsportler, der auch als Buchautor bekannt geworden ist.
Er ist griechischer Abstammung und lebt in San Francisco zusammen mit seiner Frau Julie und seinen zwei Kindern.

## Ausdauerleistungen

### Siege bei Wettkämpfen
- 2004 Badwater Ultramarathon
- 2006 Vermont 100-mile Endurance Run
- 2008 Atacama Crossing

### Außerhalb von Wettkämpfen
- 350 Meilen (ca. 560 km) am Stück in 80:44 Stunden
- Teilnahme am Südpolmarathon in Laufschuhen
- Durchschwimmung der San Francisco Bay
- 24 Stunden ununterbrochenes Mountainbiking

### North Face Endurance 50
Dem europäischen Publikum wurde Dean Karnazes als der Mann bekannt, der die "North Face Endurance 50" bewältigt hat. Dabei handelt es sich um ein 50/50/50-Ereignis: 50 Marathonläufe-Läufe in allen 50 Vereinigten Staaten von Amerika an 50 aufeinanderfolgenden Tagen. Gestartet wurde mit dem "Lewis and Clark Marathon" in St. Louis am 17. September 2006, der Zielmarathon war der "New York City Marathon" am 5. November 2006. Nur acht dieser Läufe waren offizielle Marathons, unter der Woche lief er die übrigen Strecken bekannter Veranstaltungen sozusagen privat ab.

## Veröffentlichungen
- Ultramarathon Man. Jeremy P. Tarcher, New York 2005, ISBN 1-58542-278-9.
- Ultramarathon Man. Aus dem Leben eines 24-Stunden-Läufers. riva, München 2006, ISBN 3-936994-38-2.
- 50/50. Wie ich in 50 Tagen 50 Marathons lief. riva, München 2009, ISBN 978-3-868830-20-0.
- Run! 26.2 stories of blisters and bliss. Rodale Books, Emmaus 2011, ISBN 978-1-60529-279-3.